# Lista de bairros de Silves (Amazonas)
Este anexo lista os bairros de Silves, que são as divisões oficiais do município brasileiro supracitado, localizado no interior do estado do Amazonas, Região Norte do país. As áreas e as subdivisões estão de acordo com a prefeitura da cidade, enquanto os dados populacionais foram coletados pelo Instituto Brasileiro de Geografia e Estatística (IBGE) durante o censo realizado no ano de 2010 e os dados dos domicílios estão de acordo com aquele instituto, com referências do mesmo ano.
Em 2010, o município de Silves era composto por 6 bairros oficiais, além de povoados rurais, comunidades ribeirinhas, de loteamentos e bairros não-oficiais. Segundo o IBGE, o mais populoso era o Macajatuba, reunindo 1 668 habitantes.

## Bairros de Silves
| Bairros oficiais de Silves |            |            |            |                         |
| Bairro                     | Habitantes | Habitantes | Habitantes | Domicilios particulares |
| Bairro                     | Homens     | Mulheres   | Total      | Domicilios particulares |
| Castanheira                | 60         | 52         | 112        | 39                      |
| Centro                     | 392        | 352        | 744        | 173                     |
| Governador Plínio Coelho   | 272        | 267        | 539        | 143                     |
| Macajatuba                 | 875        | 793        | 1668       | 420                     |
| Panorama                   | 325        | 282        | 607        | 152                     |
| Vila Costa                 | 186        | 173        | 359        | 88                      |